# Memoriał Henryka Łasaka
Das Henryk Łasak-Memorial ist ein polnisches Straßenradrennen in Polen.
Das Eintagesrennen findet seit 1999 alljährlich regelmäßig im August auf einem Rundkurs um Sucha Beskidzka statt. Seit 2005 ist es Teil der UCI Europe Tour und ist in UCI-Kategorie 1.1. klassifiziert.
Rekordsieger des Rennens ist Cezary Zamana, der 1999, 2002 und 2003 gewann.
Der Namensgeber des Rennens, Henryk Łasak, war ein berühmter Trainer, der am 5. Januar 1973 bei einem Autounfall in Skomielna Biała bei Rabka tödlich verunglückte.

## Palmarès
| Jahr | Sieger             | Zweiter               | Dritter             |          |
| ---- | ------------------ | --------------------- | ------------------- | -------- |
| 1999 | Cezary Zamana      | Dimitri Sedun         | Heiko Szonn         |          |
| 2000 | Jacek Mickiewicz   | Marcin Lewandowski    | Marcin Gębka        |          |
| 2001 | Piotr Chmielewski  | Zbigniew Piątek       | Krzysztof Jeżowski  |          |
| 2002 | Cezary Zamana      | Dariusz Wojciechowski | Kazimierz Stafiej   |          |
| 2003 | Cezary Zamana      | Robert Radosz         | Lubor Tesař         |          |
| 2004 | Robert Radosz      | Petr Benčík           | Tomasz Lisowicz     |          |
| 2005 | Marek Maciejewski  | Ondřej Fadrny         | Marcin Osiński      |          |
| 2006 | Petr Benčík        | Marcin Sapa           | Bartłomiej Matysiak |          |
| 2007 | Krzysztof Jeżowski | Mateusz Komar         | Daniel Czajkowski   |          |
| 2008 | Krzysztof Jeżowski | Błażej Janiaczyk      | Mart Ojavee         |          |
| 2009 | Stefan Schäfer     | Krzysztof Jeżowski    | Mathias Belka       |          |
| 2010 | Mariusz Witecki    | Tomáš Bucháček        | Marek Rutkiewicz    |          |
| 2011 | Luka Mezgec        | Blaž Furdi            | Tomasz Marczyński   |          |
| 2012 | Luka Mezgec        | Mieszko Bulik         | Steffen Radochla    |          |
| 2013 | Florian Sénéchal   | Kamil Gradek          | Paweł Cieślik       |          |
| 2014 | Maciej Paterski    | Paweł Franczak        | Mychajlo Kononenko  |          |
| 2015 | Alois Kaňkovský    | Witalij Buz           | Roman Maikin        |          |
| 2016 | Paweł Franczak     | Sylwester Janiszewski | Artur Detko         |          |
| 2017 | Alan Banaszek      | Sylwester Janiszewski | Artur Detko         |          |
| 2018 | Mateusz Grabis     | Eduard Worganow       | Martin Boubal       |          |
| 2019 | Norman Vahtra      | Artur Detko           | Robert Jägeler      |          |
| 2020 | Marcin Budziński   | Piotr Pękala          | Szymon Tracz        |          |
| 2021 | Michael Kukrle     | Mateusz Grabis        | Adam Ťoupalík       |          |
| 2022 | Tomasz Budziński   | Michael Boroš         | Matej Zahálka       |          |
| 2023 | Michael Kukrle     | Jakub Kaczmarek       | Karel Camrda        |          |
| 2024 | abgesagt           | abgesagt              | abgesagt            | abgesagt |

2012: Der ursprüngliche Sieger Sylwester Janiszewski wurde wegen Doping disqualifiziert.